# Старець Антоній Ундорівський
Ста́рець Анто́ній Ундо́рівський (aбo Анто́н Петро́вич Шува́лов, Блаженний Анто́ній; 1870, с. Ундори Симбірського повіту Симбірської губернії — 1942) — російський старець.

## Біографія
Антон Петрович Шувалов народився у 1870 році (день і місяць народження встановити поки не вдалося) у селі Ундори, поблизу Симбірська, у бідній селянській сім'ї. Народження його було відзначено незвичайними знаменнями. Коли хлопчика омивали у чаші з водою, чаша вся засяяла золотим світлом. Повітуха була дуже здивована і сказала: "Багато дітей я приймала, але таке бачу вперше". Антон Петрович Шувалов ріс у благочестивій віруючій селянській родині, де з пелюшок засвоювали молитовне правило та знали піст. Його батько Петро і мати Агафія вважалися добродушними, доброзичливими, богобоязливими людьми. З семи років Антон почав читати духовні книжки. На молитву йшов у ліс. Із дітьми грати не любив. Взимку він робив у лісі подібність до храму: у заглибленні розставляв іконки. Так проводив там цілий день у спогляданні.
У сім'ї було ще двоє дітей: молодший брат Трохим, якого Антон Петрович дуже любив і навіть трапезувати без нього не сідав (Трохим служив дзвонарем у церкві, прожив все життя бобилем) та старша сестра Марина (вона мала п'ятьох дітей: Іллю, Микиту, Івана, Євдокію та Олену, у якої старець Антоній провів останні три місяці свого життя). Батьківський будинок на вул. Волзькій, 29 після пожежі не зберігся. Не залишилося й слідів землянки, яку Антон Петрович збудував на згарищі і де усамітнювався для молитов майже до кінця свого життя.
У молодості Антон був пастухом. І біля череди в лісі проводив цілі дні в молитві. Потім почав мандрувати. Причащався Св. Христових Тайн у батюшки Іоанна Кронштадтського, який ще 1890 року під час подорожі Волгою сказав про село Ундори: «Благословенне село! Воно прославиться по всій земній кулі - людина тут живе гарна. Старець. Великий чудотворець». До Кронштадта Антон ходив пішки. Також пішки ходив до Єрусалиму. Обміряв кроками всю Москву, вважаючи її, мабуть, святим місцем. Сказав: «Сімдесят верст уздовж, сімдесят поперек».
Одного разу пішов він пішки і на Афон, проте повернувся після того, як у полі йому привиділося гарне сяюче місто.

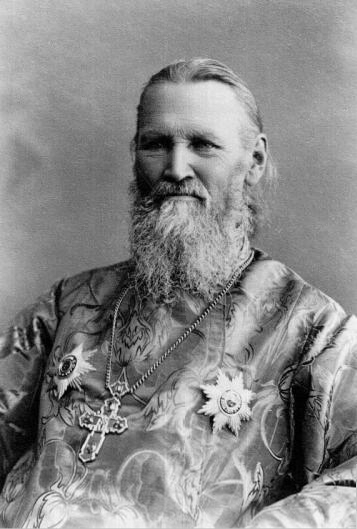
Іоанн Кронштадтський

«На початку 1890-х років святий праведний Іоанн Кронштадтський здійснював на пароплаві поїздку волзькими містами: Н-Новгород, Казань, Симбірськ, Самара, Саратов та інші. Народ у храмах обчислювався десятками тисяч і всіх охоплювало почуття щирої віри та благоговіння, сердечного каяття та слізної молитви. Зі страхом Божим народ жадав отримати цілюще благословення великого пастиря. Під час проїзду о.Іоанна натовп біг по березі, стаючи навколішки при наближенні пароплава. На Божу волю було зроблено зупинку на пристані в с. Ундори (нині не збереглася). Серед пасажирів пароплава опинилися і жителі Ундор, які засвідчили цю подію. Отець Іоанн вийшов на пристань, осінив хресним знаменням місцину, піднic руки до неба і сказав: «Щасливе, благословенне село! Воно прославиться по всій земній кулі - людина тут живе гарна. Старець. Вели-и-ий чудотворець..!» Не одразу ундорівці зрозуміли про кого йдеться. Антону Шувалову на той час було 20 років. Але старець і старість не означає вік, а більшe дар Божий духовного відання та огодування людей. А до юнака вже тоді тяглися стражденні, бачачи, що угодні Богові молитви блаженного Антонія», - Мельник Володимир Іванович (професор, доктор філологічних наук).
Якось, повернувшись із мандрівок по монастирях, Антоній заліз на дах свого будинку і став надзвичайно низько і багато вкладати на неї солому. Коли його спитали, навіщо він це робить, він відповів: - Та краще горіти буде.
Старець прозрівав майбутню пожежу, яка невдовзі і сталася: його будинок згорів, не зачепивши інших будівель. Нова влада (радянська) не любила "дивного" прочан і не дозволяла йому будувати на старому місці новий будинок. Антоній упокорився, бачачи в цьому Божий промисел. Він вирив собі землянку і став жити в ній, влаштувавши з дощок рушниці. Більше у землянці нічого не було.
Їв cтарець Антоній один раз на день, о четвертій годині дня. Їжею його були цибуля, картопля. Пив холодну воду із джерела, іноді чай. М'яса не їв, з риби їв тільки шкірку. Але іноді вживав молочне. Одяг його був старий, убогий. Ходив він широким кроком у лаптях, у старому піджаку, підперезавшись червоним поясом і спираючись на велику ціпок. Взимку одягав валянки чи постоли, каптан. Антоній постійно усамітнювався, серед людей його можна було побачити лише у церкві.
Його молитва була сильна. В основному він молився самотньо у своїй землянці, куди нікого не пускав, зачиняючи двері на запор. Більше десяти років він жив у будинку Ольги Дмитрівни Шмакової, яка свідчила, що ніхто в будинку не бачив, коли він лягає і коли встає, ніби він весь час не спав: «Прокинусь уночі, свічка горить, батюшка сидить перед іконами. А одного разу побачила його молитву, і тоді він сказав: "Ольгo, вийди!"».
Сам він сказав про свою молитву одному селянинові (Якову Андріанову):
- Коли молюся Богу, поклади камінь на груди – розтане.
Перед самою смертю прийшов Антон Петрович у будинок до своєї племінниці, Олени Ігнатівни Андріанової. А в день ікони Казанської Божої Матері його вже поховали. На той час йому було 72 роки. Перед смертю став слабким, як дитина. Якось, прийшовши додому, Олена Ігнатівна знайшла його нагорі, на печі. До останніх своїх днів молився, вів лайку з нечистою силою. Навіть сидячи на ліжку, відмахувався руками, бачив. Перед смертю три доби нічого не їв. Сказав: - Я йду, а замість мене залишиться ікона Божої Матері "Козельщанська" (він привіз її зі своїх мандрівок і віддав до Ундорівської церкви). Я помру, а ви приходьте до мене на могилку, приходьте і говоріть, як із живим”.